# Гольшани
Гольшани (біл. Гальшаны, лит. Alšėnai) — агромістечко в Ошмянському районі Гродненської області Білорусі. Адміністративний центр Гольшанської сільради. Село розташоване на відстані 20 км (дорогами) від районного центру, міста Ошмяни, на лівому березі річки Гольшанки. Населення 1075 осіб (2006).
Через село проходить дорога «Ворона—Ошмяни—Юратишки—Ів'є».

## Історія
Перша згадка села відноситься до XIII століття. З XIII по XVI століття село було центром уділу русько-литовських князів Гольшанських. Із цього роду, зокрема, походила Софія Гольшанська — дружина польського короля Владислава Ягайло, яка стала родоначальницею династії Ягеллонів.
У XIV—XV століттях Гольшани відігравали значну роль у політичному та культурному житті Великого князівства Литовського. У «Новгородському літописі» Гольшани згадуються у 1387 та 1406 роках. У XVI столітті князі Гольшанські побудували в містечку протестантський храм, перетворений пізніше в католицький костел.
У 1440 і 1492 роках в Гольшанах збиралися з'їзди впливових феодалів Великого князівства Литовського.
З XVII століття містечком володів рід князів Сапіг — спадкоємців володінь Гольшанських. У 1618 році Павло Стефан Сапіга розпочав в Гольшанах будівництво мурованого костелу та житлового корпусу монастиря францисканців, а також нового замку. Сапіги заснували в Гольшанах паперову мануфактуру, яка випускала велику кількість якісного паперу (існувала до кінця XVII ст.).
В католицькому костелі були поміщені мармурові саркофаги, у яких покоїлися тіла Богдана Сапіги та трьох його дружин.
У XVIII ст. різні частини Гольшан перебували у володінні Кунцевичів, Масевичів, Паців та інших родин. У 1746 р. маєток перейшов у володіння роду Жаб.
В XV—XIX століттях у містечку існував великий центр вироблення кахлів.
З 1795 року, після третього поділу Речі Посполитої, населений пункт був у складі Російської імперії, і входив до Ошмянського повіту Віленської губернії. У 1832 р. російською владою був закритий монастир францисканців. На його місці розташувався російський гарнізон. В час січневого повстання 1863—1864 рр., один з його керівників С. Мінейко планував створити в Гольшанах повстанський центр.
У 1871 році в містечку відбувся селянський бунт проти місцевого жителя і російської влади.
Наприкінці XIX століття Гольшанским замком володів російський військовослужбовець Горбанев, який наказав розібрати велику частину замку на цеглу. У 1892 році, згідно з «ЕСБЄ», у Гольшанах проживало 1855 жителів.
З 1921 року село входило до складу Польщі, з 1939 року — до складу Білоруської РСР. З 1940 року — центр сільради. З 1941 по 1944 рік перебувало під німецькою окупацією.

## Пам'ятки
- Руїни Гольшанського замку (XVII століття),
- Костел францисканців (1618, перебудований в 1770-ті),
- торгові ряди, житлові будинки кінця XIX-початку XX століть в центрі.

У півтора кілометра від Гольшан на правому березі річки Карабель городище (XII—XIV століття) і поселення, при розкопках якого знайдена кераміка ранньої залізної доби і часів Київської Русі.
В селі народився революціонер і радянський державний діяч Костянтин Костянтинович Стрієвський (1885—1938).
У художній літературі Гольшани знайшли своє відображення у детективному романі білоруського письменника Володимира Короткевича «Чорний замок Ольшанський».